# 군대가 없는 나라 목록
- 다음의 국가들은 법적으로 공식적인 군대(정규군)를 보유하고 있지 않다. 여기서 나라는 독립국 외 다른 나라가 방위를 책임지는 보호국(신탁통치)이나 속령(collectivity)도 포함된다. 이 경우 국방이라고 서술하였다.
  - 물론 완전한 지배하(territory)에 있는 지역도 포함된다. 이 경우 방위라고 서술하였다.[1]

- 물론 대부분의 경우 국방 인력은 외국 군대가 주둔하여도, 자체적으로 경찰과 해안경비대(Coast Guard), 준군사조직이 분담하는 경우가 많다.

- 보호령이나 속령으로서 군대가 없고 타국에 국방을 일부 위임하여도, 자국이 자체적으로 준군사조직을 결성하여 방위하는 경우 모병제로 분류한다.

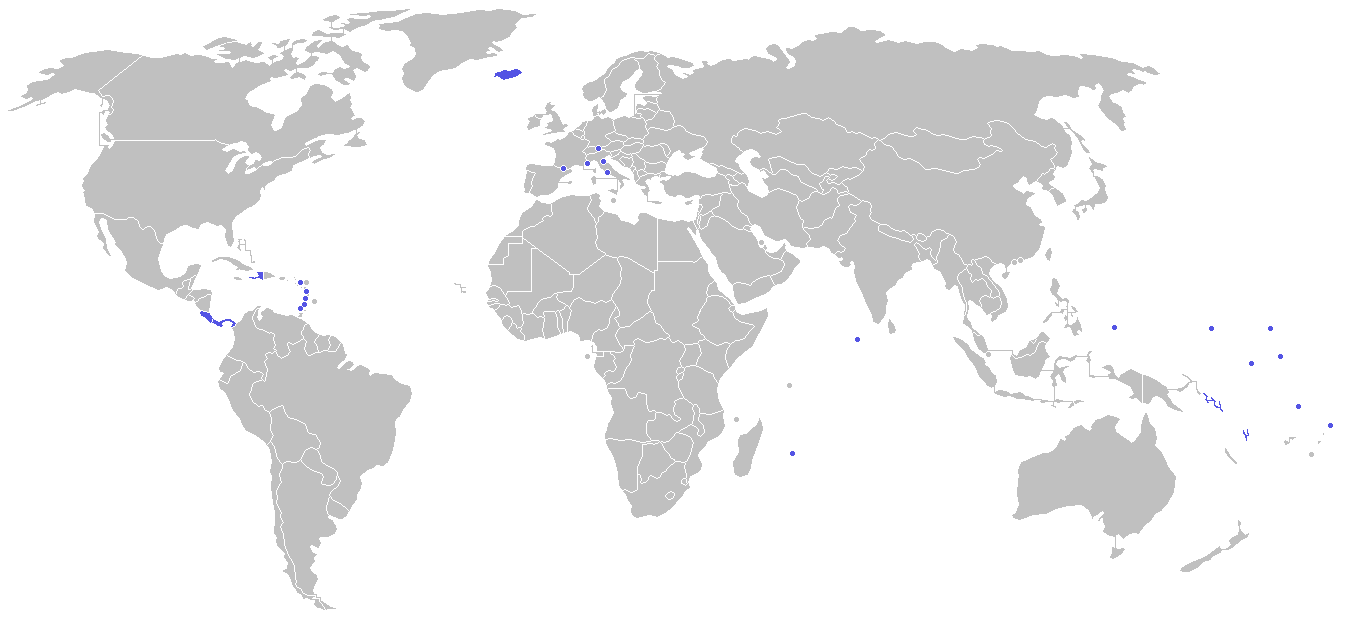
군대가 없는 나라. 보라색 표시

## 군대가 없는 나라 목록
1. 그레나다: 1983년 미국이 주도한 그레나다 침공 이후 군대를 보유하지 않는다. 국방은 미군이 전담하고 있다.
2. 나우루: 자체적으로는 어떠한 방위 조직도 없다. 비공식적으로 오스트레일리아가 국방을 전담한다.
3. 니우에: 경찰과 오스트레일리아가 국방을 전담한다.
4. 도미니카 연방: 1981년 쿠데타 이후 군대를 폐지하였다. 군대 해산 이전에는 모병제를 시행하였다. 현재 국방은 미군이 전담하고 있다.
5. 리히텐슈타인: 예산의 문제로 1868년 군대를 폐지하였다. 국방은 스위스가 전담하고 있다.
6. 마셜 제도: 자체 경찰 외 미군이 방위를 전담하고 있다. 1983년 체결된 자유 협정으로, 미국은 마셜제도의 국방과 방위에 관한 모든 책임과 권리를 맡는다.
7. 모나코: 17세기에 군대 보유를 포기하여 프랑스가 국방을 전담하고 있다. 왕실 근위대가 의장대로서 존재한다.
8. 모리셔스: 1968년 독립 이후 군대를 보유하지 않는다. 대신 경찰과 특수기동대, 해양경비대가 존재한다.
9. 미크로네시아 연방: 미군이 국방을 전담하고 있다.
10. 바누아투: 군 조직과 유사한 기동대가 전부이며 공식적으로는 없다.
11. 바티칸 시국: 스위스 근위대를 고용하여 국방을 위탁하고 있다. 단 100여명 대 바티칸 헌병대가 존재하여 사실상 바티칸의 정규군으로 인정받는다.
12. 산마리노: 정규군은 없으나, 자원으로 입대한 군대 조직이 의장대나 경찰, 국경수비를 함. 16~55세 대상으로 모병한다.
13. 사모아: 뉴질랜드가 국방을 전담하고 있다.
14. 세인트루시아
15. 세인트빈센트 그레나딘
16. 솔로몬 제도: 1998년과 2006년에 발생한 종족 갈등을 둘러싸고 오스트레일리아와 주변국이 간섭하여 질서를 회복하였다. 정규 군대는 없다.
17. 아이슬란드: NATO의 회원국이면서 군대 수준의 상비군이 없다. 미국과 방위협정을 맺고 1951년부터 군사기지를 제공하여 '아이슬란드 원정 평화유지군'이 주둔하다 2006년 11월 1일에 모두 철수하였다. 해안경비대와 경찰특수부대가 임무를 맡는다.
18. 안도라: 스페인과 프랑스가 공동으로 국방을 전담한다.
19. 일본: 제 2차 세계대전 패전 이후 제정된 일본국 헌법 제9조에 근거하여 군대를 보유하고 있지 않다. 일본국 헌법 제정 이후 창설된 자위대가 군대를 대신하고 있다. 다만 일본 정부는 공식 입장으로 자위대를 국제법상의 군대로 규정하고 있다.[2] 자위대는 미일안보조약에 근거하여 일본에 주둔중인 주일미군과 공동으로 연합 방위 태세를 유지하고 있다.
20. 코스타리카: 헌법에 의해 평화 시에 군대를 보유하지 못하여 1949년 이후 폐지하였다. 대신 대규모 경찰의 직속부대인 코스타리카 공공부대를 운용하고 있다.
21. 키리바시: 군대를 보유하지 않으며 경찰과 해양경비대가 임무를 대신한다. 16~55세 대상으로 모병한다.
22. 투발루: 군대를 보유하고 있지 않으며 경찰이 해양구조 임무 등을 맡고 있다.
23. 파나마: 정규군은 없으며, 경찰과 항공-해양 경비대와 국경경비대가 있다. 1990년 2월 10일 엔다라 대통령 정부가 정규군을 폐지하고, 이후 파나마 운하를 미국으로부터 되찾으면서 1994년 10월, 파나마 국회는 헌법을 개헌하여, 군대 창설을 금지하되 외부침략으로부터 파나마의 국방을 담당할 경찰의 직속부대인 파나마 공공부대를 결성할 수 있도록 하였다.[3]
24. 팔라우: 미군이 국방을 전담하고 있다. 팔라우와 미국 간의 자유 협정에, 50년간 미군이 팔라우에 주둔 가능하도록 명시되어 있으나, 실제로는 어느 부대도 주둔하고 있지 않다. 비핵(anti-nuclear)을 헌법에 보장한 유일한 국가이다.

## 군대가 없는 이유
1. 지정학적 이유: 마셜 제도, 미크로네시아 연방, 모나코, 팔라우
2. 해체: 그레나다, 도미니카 연방, 리히텐슈타인, 모나코, 아이티, 코스타리카, 파나마
3. 정치적 이유: 안도라 (국방에 대해 주변국에 도움을 요청할 수 있는 권리), 아이슬란드 (미국과의 방위협정), 일본 (제2차 세계대전 패전 이후 제정된 일본국 헌법 제9조에 근거하여 군사 조직인 자위대가 창설되었다.)
4. 독립 이후 국방을 자국이 책임져야 하나 정상적인 군 조직이 없는 경우
5. 주변 강대국의 보호로 인해 군 조직이 필요가 없는 경우

## 같이 보기
- 징병제, 징병검사, 모병제, 병역
- 세병제, 용병
- 대한민국 국군, 대한민국의 전시작전권 환수
- 조선의 병역 제도, 대체복무제, 신념에 의한 병역 거부
- 대한민국의 병역 제도, 주한미군, 주일미군
- 전시작전통제권, 병력에 따른 나라 목록
- 소년병

## 참고 문헌
- C. Barbey, "La non-militarisation et les pays sans armée: une réalité", APRED, Switzerland, 2001. APRED